# Rua do Comércio, 27
O Edifício na Rua do Comércio nº 27, em Santa Leopoldina, é um bem cultural tombado pelo Conselho Estadual de Cultura do Espírito Santo, inscrição no Livro do Tombo Histórico sob o nº 32 a 68, folhas 4v a 7v. A casa está localizada atualmente na mesma rua, no número 1535.

## Importância
No livro "Arquitetura: Patrimônio Cultural do Espírito Santo", publicado pela Secretaria de Cultura do Espírito Santo em 2009, o edifício é descrito como sendo de 1890. Sua descrição é: "o edifício é um singular elemento urbano na paisagem de Santa Leopoldina, dela se destacando, duplamente, pela simplicidade de sua composição arquitetônica e pela força de sua volumetria. Dominada pelos planos das fachadas, essa está reforçada pela cobertura que, com sua cumeeira elevada, confere ao edifício sua escala. Erguido por seus proprietários originais, imigrantes suíços, o sobrado possui dois pavimentos dispostos no terreno em acordo com o modelo tradicional de cidades, ou seja, ocupando a totalidade do lote, com as paredes dispostas sobre os limites do terreno. Em conjunto, o comércio e a residência estão distribuídos sobre a fachada da via comercial, comunicando-se com ela, por meio de sequência ritmada de portas, no térreo, e janelas, no pavimento superior. Conhecida em sua época, a Casa Franz Meyer é posteriormente adquirida por Franz Müller & Cia., uma das empresas comerciais mais influentes e dinamizadoras da vida econômica e política de Santa Leopoldina.".

## Tombamento
O edifício foi objeto de um tombamento de patrimônio cultural pelo Conselho Estadual de Cultura, de número 05, em 30 de julho de 1983, Inscr. nº 32 a 68, folhas 4v a 7v. O processo de tombamento inclui quase quarenta imóveis históricos de Santa Leopoldina. No ato de tombamento, é listado como proprietário Armindo Guedes Vicentini.
O tombamento desse edifício e outros bens culturais de Santa Leopoldina foi principalmente decorrente da resolução número 01 de 1983, em que foram aprovadas normas sobre o tombamento de bens de domínio privado, pertencentes a pessoas naturais ou jurídicas, inclusive ordens ou instituições religiosas, e de domínio público, pertencentes ao Estado e Municípios, no Espírito Santo. Nessa norma foi estabelecido que, entre outros pontos:
- "O tombamento de bens se inicia por deliberação do CEC “ex-offício”, ou por provocação do proprietário ou de qualquer pessoa, natural ou jurídica, e será precedido, obrigatoriamente, de processo", ponto 3;
- "Em se tratando de bem(s) pertencente(s) a particular(es), cujo tombamento tenha caráter compulsório, e aprovado o tombamento, o Presidente do CEC expedirá a notificação de que trata o artigo 5°. I do Decreto n° 636-N, de 28.02.75, ao interessado que terá o prazo de 15(quinze) dias, a contar do seu recebimento, para anuir ou impugnar o tombamento", ponto 12.[3]

As resoluções tiveram como motivador a preservação histórico-cultural de Santa Leopoldina contra a especulação imobiliária, que levou à destruição de bens culturais à época.